# 保障民主聯盟
保障民主联盟（英語：Alliance for Securing Democracy），简称“ASD”，是一个两党跨大西洋的国家安全倡导组织，成立于2017年7月，声称致力于反击俄罗斯破坏美国和欧洲民主机构的行动。截至2021年，它已扩展到追踪中国共产党统战部的影响力行动和发布的假消息。
该组织主要由前美国情报部门高级官员和国务院官员主持和管理。美国企业研究院研究员扎克·库珀负责该组织的日常运作。拜登政府国家安全委员会的中国事务高级主管劳拉·罗森伯格此前也管理过该组织。ASD隶属和设立于德國馬歇爾基金會，在美国和欧洲开展工作。
ASD发布了一个名为“汉密尔顿68”（英語：Hamilton 68）的在线仪表板，追踪该组织声称与俄罗斯政治宣传有关的推特账户活动。

## 历史
2016年，中央情报局、联邦调查局、美国国家安全局和國家情報總監得出结论称，俄罗斯干涉了当年的美国大选。随后，特别检察官羅伯特·穆勒在其调查报告中证实了上述结论，并在2019年向国会作证时总结了调查结果。保障民主联盟宣布，它将制定策略，以“抵御、阻止和妨碍”俄罗斯或“其他国家行为者”破坏民主的企图。在ASD咨询委员会任职的前中央情报局代理局长迈克尔·莫雷尔表示，该组织将负责一些理想情况下本应由国家调查委员会处理的事务。

## 汉密尔顿68
ASD网站上的“汉密尔顿68”（Hamilton 68）仪表盘实时追踪了600个Twitter社交媒体账户，ASD称这些账户有意或无意间“与俄罗斯的影响存在关联”。2017年9月，该组织推出了一个与“汉密尔顿68”相似的德语网站，关注俄罗斯对德国政治可能的影响。ASD的追踪涵盖了被怀疑与俄罗斯政府或俄罗斯国家媒体有关联的社交媒体账户，以及被认为与俄罗斯无关，但重复被认为是俄罗斯政府观点的账户。ASD并没有披露“汉密尔顿68”追踪哪些账户，称其希望“关注整个网络的行为，而不是陷入具体某个账户的争论。”
2017年8月，彼时新成立的ASD表示，正在“探索方法”以相似的方法分析Facebook、Reddit和YouTube。

## 咨询委员会及其成员
ASD由咨询委员会和来自美国马歇尔基金的营运人员管理。华盛顿邮报称咨询委员会的成员是“来自两党（民主党和共和党）的著名前高级国家安全官员”。咨询委员会的成员包括迈克尔·切尔托夫（共和党人，曾在小布什政府担任美国国土安全部部长)和邁克爾·麥克福爾（民主党人，曾在奥巴马政府担任美国驻俄罗斯大使），前爱沙尼亚总统托马斯·亨德里克·伊尔韦斯，新保守主义政治分析家和评论员威廉·克里斯托，以及希拉里·克林顿外交政策顾问杰克·苏利文。

## 反响
“汉密尔顿68”仪表盘已被多家新闻媒体引用和报道，包括《纽约时报》、《华盛顿邮报》、 NPR、《商业内幕》。该仪表板因其“保密的研究方法”和拒绝披露其追踪的Twitter账户而受到批评。ASD的创始人劳拉·罗森伯格和杰米·弗莱说，没有公开这些账户是为了避免它们被关闭。詹姆斯·卡登在《国家》杂志上撰文称，该仪表盘似乎会将真实新闻报道描述为俄罗斯的政治宣传，并质疑这些报道对政治话语的影响。
2017年《大西洋月刊》的一篇文章中，彼得·贝纳特认为，该组织对于理解俄罗斯如何参与美国政治很重要。在《政客》的一篇文章中，苏珊·格拉瑟称赞了该组织在追踪俄罗斯瑟政治宣传方面所采取的两党合作方式。葛倫·葛林華德写道，该组织代表了新保守主义者和建制民主党人之间的政治联盟。